# Bellwood (Virgínia)
Bellwood é uma região censo-designada localizada no estado norte-americano de Virginia, no Condado de Chesterfield.

## Demografia
Segundo o censo norte-americano de 2000, a sua população era de 5974 habitantes.

## Geografia
De acordo com o United States Census Bureau tem uma área de 
15,4 km², dos quais 15,4 km² cobertos por terra e 0,0 km² cobertos por água.

## Localidades na vizinhança
O diagrama seguinte representa as localidades num raio de 16 km ao redor de Bellwood. 